# Grubenmann-Sammlung
Das Grubenmann-Museum am südöstlichen Ortsrand von Teufen im Schweizer Kanton Appenzell Ausserrhoden ist ein Museum zur Geschichte der Baumeisterfamilie Grubenmann. Das Museum ist seit Juni 2012 im Zeughaus Teufen untergebracht.

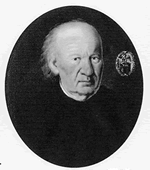
Hans Ulrich Grubenmann

Im 18. Jahrhundert stellte die Familie Grubenmann einige der bedeutendsten Ingenieure und Architekten des Holzbaus wie Jakob, Johannes und Hans Ulrich Grubenmann, Söhne von Ulrich Grubenmann. Eine Spezialität der Baumeister waren die grossen Spannweiten ihrer Bauwerke, die durch den Kunstgriff des Hängewerks ermöglicht wurden.
Modelle der grösstenteils nicht erhaltenen Brücken sind in der Sammlung zu sehen. Ferner werden Modelle von Kirchendachstühlen und Turmhelmen sowie alte Werkzeuge des Zimmermannshandwerks präsentiert. Eine Tonbildschau über das Leben der Baumeister ist in deutscher, englischer und französischer Sprache verfügbar.
2007 wurde die Stiftung Grubenmann-Sammlung gegründet. Sie hat sich zum Ziel gesetzt, die Arbeiten der Brüder Grubenmann weiter zu erforschen und die Exponate der Sammlung in grösseren Zusammenhängen und geeigneten Räumlichkeiten zu präsentieren.